# Ohnišťany
Ohnišťany är en ort i Tjeckien.   Den ligger i distriktet Okres Hradec Králové och regionen Hradec Králové, i den centrala delen av landet, 80 km öster om huvudstaden Prag. Ohnišťany ligger 248 meter över havet och antalet invånare är 318.
Terrängen runt Ohnišťany är huvudsakligen platt, men åt nordost är den kuperad. Runt Ohnišťany är det ganska tätbefolkat, med 56 invånare per kvadratkilometer. Närmaste större samhälle är Jičín, 16,4 km nordväst om Ohnišťany. Trakten runt Ohnišťany består till största delen av jordbruksmark.